# Pteropus pselaphon
La volpe volante delle Bonin (Pteropus pselaphon Layard, 1829) è un pipistrello appartenente alla famiglia degli Pteropodidi, endemico delle Isole Ogasawara.

## Descrizione

### Dimensioni
Pipistrello di medie dimensioni, con lunghezza dell'avambraccio tra 124,9 e 142,4 mm, la lunghezza del piede tra 42 e 50 mm e la lunghezza delle orecchie tra 23 e 29 mm.

### Aspetto
La pelliccia è lunga, densa, semi-eretta sulle spalle e si estende sugli arti inferiori fino alle dita dei piedi. Il colore generale del corpo è bruno-nerastro, più o meno cosparso di lunghi e ruvidi peli con la punta bianco-grigiastra. La testa ha riflessi marroni scuri, il muso è lungo, le narici sono leggermente tubulari e separate da un solco profondo longitudinale che si estende fino al labbro superiore, gli occhi sono grandi. Le orecchie sono corte, triangolari, nascoste parzialmente nella pelliccia e con una concavità sul bordo posteriore appena sotto la punta. Le membrane alari sono attaccate lungo i fianchi e posteriormente all'estremità del secondo metatarso. È privo di coda, mentre l'uropatagio, densamente ricoperto di peli, è ridotto ad una sottile membrana lungo le parti interne degli arti inferiori.

## Biologia

### Comportamento
Si rifugia tra il denso fogliame degli alberi in piccoli gruppi durante l'inverno e solitariamente in estate.

### Alimentazione
La sua robusta dentatura indica una dieta a base di frutta dalla pelle dura, tra le quali alcune specie di Manilkara, e fiori di Agave americana. Poiché la frutta è solitamente raccolta nelle piantagioni, è considerato dannoso alle coltivazioni.

### Riproduzione
Si riproduce una volta l'anno. Generalmente gli accoppiamenti avvengono in inverno.

## Distribuzione e habitat
L'areale di questa specie è ristretto alle Isole Ogasawara: Chichi Jima, Haha Jima, Kita Iwo Jima, Iwo Jima e Minami Iwo Jima.
Vive nelle foreste native.

## Tassonomia
In accordo alla suddivisione del genere Pteropus effettuata da Andersen, P. pselaphon è stato inserito nello  P. pselaphon species Group, insieme a P. vetulus, P. insularis, P. pilosus, P. tuberculatus, P. nitendiensis, P. fundatus, P. tokudae  e P. allenorum. Tale appartenenza si basa sulle caratteristiche di avere un rostro del cranio accorciato, sulla presenza di un ripiano basale nei premolari e sulla presenza di una cuspide aggiuntiva nei canini superiori.

## Conservazione
La IUCN Red List, considerata la ristrettezza del suo areale e la sua frammentazione, il lento declino del suo habitat, classifica P. pselaphon come specie in pericolo critico di estinzione (CR).